# Sam Anderson-Heather
Pour les articles homonymes, voir Samuel Anderson (homonymie) et Heather.
Pas d'image ? Cliquez ici

a Compétitions nationales et continentales officielles uniquement.

b Matchs officiels uniquement.
Dernière mise à jour le 3 décembre 2020.
Sam Anderson-Heather, né le 15 février 1988 à Dunedin (Nouvelle-Zélande), est un joueur de rugby à XV international cookien évoluant au poste de talonneur.

## Carrière en rugby à XV

### En club
Sam Anderson-Heather commence à jouer au rugby à l'âge de six ans avec le Hastings RSC. Il rejoint ensuite le club de Dunedin RFC, avec qui il dispute le championnat amateur de la région d'Otago,.
Il commence sa carrière professionnelle en 2010 avec la province d'Otago en NPC. Il dispute une seule rencontre lors de sa première saison.
Non retenu avec Otago pour la saison 2011, il part en Allemagne jouer une saison avec le TV Pforzheim en Bundesliga,.
En 2012, il fait son retour avec Otago en NPC, avec il joue régulièrement, et se partage le poste de talonneur avec Liam Coltman,.
En mai 2014, il est recruté en cours de saison par la franchise des Highlanders, qui font face à de nombreux blessés. Il fait ses débuts en Super Rugby le 24 mai 2014 contre les Crusaders.
Il devient le capitaine de sa province d'Otago pour les saisons 2017 et 2018 de NPC.
En mai 2018, la franchise des Crusaders, qui connait elle aussi de nombreuses blessures au talonnage, font appel à lui pour disputer la fin de la saison de Super Rugby. Il joue une unique rencontre, lors du dernier match de la saison régulière contre les Blues. Il est rappelé quelques semaines plus tard, à l'occasion de la finale de la compétition face aux Lions, afin de suppléer Andrew Makalio sur le banc des remplaçants. Cependant, au dernier moment Makalio peut tenir sa place, et Anderson-Heather sort de la feuille de match.
En mars 2019, il annonce mettre un terme à carrière de joueur de rugby, afin de se consacrer pleinement à son métier de commercial, et à sa famille.

### En équipe nationale
Sam Anderson-Heather fait partie du groupe élargi de l'équipe de Nouvelle-Zélande des moins de 20 ans en 2008, lors de la préparation au championnat du monde junior à venir, mais ne fait finalement pas partie du groupe définitif. Il est cependant invité à participer à la tournée des Classic All Blacks au Japon.
En juin 2017, il est nommé capitaine des Provincial Barbarians (sélection des meilleurs joueurs de NPC) pour un match contre les Lions britanniques en ouverture de la Tournée des Lions en Nouvelle-Zélande,.
Ses parents étant d'origine cookienne, il est sélectionné avec l'équipe des Îles Cook de rugby à XV en juin 2018 par le sélectionneur Stan Wright, afin de jouer le match de barrage aller-retour contre Hong Kong les 30 juin et 7 juillet 2018, afin de participer au tournoi de repêchage pour la Coupe du monde 2019. Il obtient donc sa première cape internationale le 30 juin 2018 à contre équipe de Hong Kong à Rarotonga. Les Îles Cook s'inclinent lors des deux matchs.

## Palmarès

### En club et province
- Vainqueur du Super Rugby en 2018 avec les Crusaders.

### En équipe nationale
- 2 sélections avec les Îles Cook.
- 0 point.